# University Bible Fellowship
Pour les articles homonymes, voir UBF.
University Bible Fellowship ou UBF (coréen : 대학생성경읽기선교회) est une organisation chrétienne non-confessionnelle de courant presbytérien fondée en Corée du Sud en 1961. Elle est issue d'un partenariat entre un coréen presbytérien, Samuel Chang-Woo Lee, et une missionnaire presbytérienne américaine envoyée en Corée du Sud, Sarah Barry. Les principaux sièges UBF sont à Chicago et Séoul. UBF est présent sur de nombreux campus allant de l'Ivy League américaine aux petits collèges communautaires. L'organisation déclare avoir pour objectif l'évangélisation des étudiants.

## Histoire
Le mouvement UBF commence en 1961. Une étudiante universitaire américaine du nom de Sarah Barry devient chrétienne. Elle décide d'aller en Corée en tant que Missionnaire peu de temps après la fin de la guerre de Corée. Barry y rencontre Samuel Chang-Woo Lee, qui a étudié dans un séminaire presbytérienne à Séoul. Ils partagent un objectif commun : « purifier le christianisme en Corée et de trouver une nouvelle vision et d'espoir pour le coréen intellectuels ». Ils rassemblent environ 80 étudiants de Chun Nam et Chosun universités pour étudier l'anglais dans le Christian Student Center à Gwangju (Corée). Bientôt, des milliers de jeunes coréens se réunissent pour étude. En 1964, UBF envoie un universitaire diplômé nommé Han-ok Kim à l'île de Cheju. Ceci a marqué le début d'un des plus grands mouvements d'envoi de missionnaires Coréens. Depuis sa création jusqu'en 2006, UBF a envoyé 1463 missionnaires auto-suffisants à plus de 80 pays.
Sarah Barry est nommée directrice générale en 2002, après la mort de Chang-Woo Lee, et a servi jusqu'en 2006. Lorsque Barry a démissionné, Jean-Jun, ancien directeur UBF coréen, a assumé les fonctions de directeur général international. Sous la direction de Jun, le ministère a commencé à travailler plus étroitement avec les principales organisations chrétiennes dans les différents pays. Par exemple, Scott Moreau, membre du Wheaton College, développe une relation à long terme avec UBF en apprenant à interagir avec la communauté chrétienne.

## Croyances et caractéristiques
UBF a débuté en tant qu'organisation paraecclésiale. Puis, le ministère est devenu une église et a commencé à procurer des cultes le dimanche.

## Adhésions
UBF est membre de plusieurs organismes chrétiens, y compris la National Association of Evangelicals (Association nationale des Évangéliques), et le Evangelical Council for Financial Accountability (Conseil évangélique de la responsabilité financière). Le ministère a formé des partenariats avec plus d'une vingtaine de missionnaires et organismes de secours, comme la Midwest University et la Evangelical Missiological Society.

## Controverses
Les réactions à University Bible Fellowship ont varié entre deux extrêmes. Un journaliste de l'Université du Maryland décrit la section locale comme «... une organisation qui a polarisé les étudiants. Alors que certains étudiants ont de graves préoccupations au sujet de l'église, de nombreux membres l'adorent »,.
En mai 2006, le magazine Christianity Today publie une lettre de lecteur qui décrit UBF comme une secte. En juillet 2006, le magazine a publié un rectificatif dans lequel le lecteur retiré l'accusation,.
Certains observateurs et d'anciens participants caractérisent les pratiques UBF comme autoritaires, abusives et/ou semblables à un culte, car les membres sont encouragés à couper les liens avec leurs amis et leur famille et de se soumettre aux exigences du dirigeant local,,,. Ces préoccupations ont été soulevées aux universités britanniques, canadiennes, et allemandes tout comme aux États-Unis et surtout en France,,,,.
Certaines universités ont restreint les efforts de recrutement du ministère sur les campus. Cela inclut entre autres l'Université de l'Illinois, l'Université de Winnipeg, l'Université de Guelph, l'Université du Manitoba,, et l'Université DePaul.
La controverse fait partie de l'histoire de UBF, à la fois en Corée et à l'étranger. Aux États-Unis et en Allemagne, en particulier, UBF a une réputation à la fois comme de "culte abusif", de "forte demande" ou de "haute pression" parmi les divers organismes de sensibilisation.
En 1995, un chapitre UBF rejoint la National Association of Evangelicals (NAE). En 2003, certains anciens membres ont déposé une pétition contre cette adhésion.
UBF a été mentionné dans le livre Churches That Abuse (Églises abusives), publié en 1991 par le Dr Ronald Enroth sur les églises chrétiennes et des organisations qu'il considère comme "spirituellement abusives» et les effets que ces groupes peuvent avoir sur leurs membres.

## Sources
- (en) Cet article est partiellement ou en totalité issu de l’article de Wikipédia en anglais intitulé « University Bible Fellowship » (voir la liste des auteurs).